# Cabrette

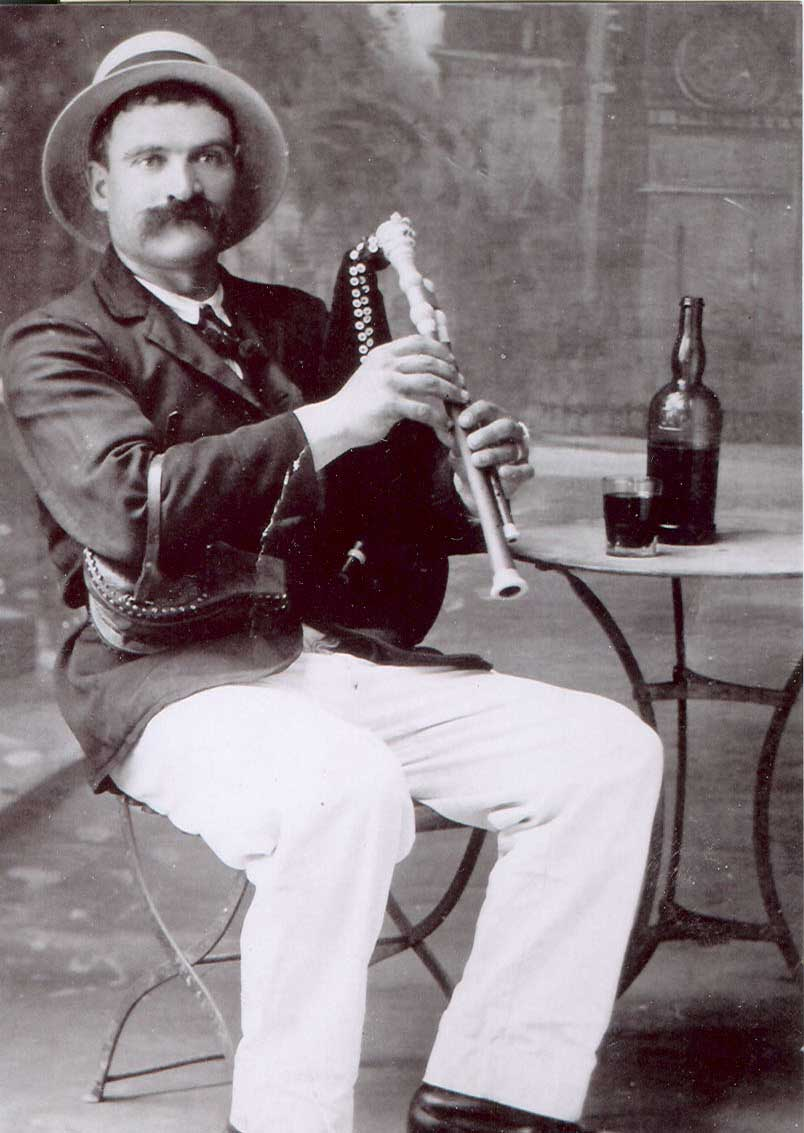
Un suonatore di cabrette, Jean Rascalou

La cabrette è uno strumento a fiato di musica tradizionale della famiglia delle cornamuse, comparsa nel XIX secolo nella comunità alverniate di Parigi e che si è rapidamente diffusa in Alta Alvernia.

## Descrizione
Essa è costituita da un tubo melodico e un tubo di accompagnamento (bordone), ma quest'ultimo otturato non è sempre in funzione, ciò che permette di utilizzare la nota dominante grave dello strumento all'occasione come effetto ritmico e come pedale armonico.
Una volta il sacco in pelle di capra (da cui il nome dello strumento) si gonfiava con la bocca come la maggior parte delle cornamuse. Il contributo del mantice risale alla metà del XIX secolo.

## Etimologia
Cabrette è la forma "francesizzata" del termine occitano cabreta, che significa "piccola capra".

## Fonte
- (FR)  www.cabrette.com